# Кашутин, Прохор Иванович

Бюст Герою Советского Союза Кашутину Прохору Ивановичу на площади Славы города Никольска Пензенской области.

Прохор Иванович Кашутин (Кошутин; 1905, Дальняя Кубасова, Пермская губерния — 1954, Никольск, Пензенская область) — красноармеец Рабоче-крестьянской Красной Армии, участник Великой Отечественной войны, Герой Советского Союза (1946). После войны работал шеф-поваром в столовой.

## Биография
Прохор Кашутин (Кошутин) родился <дата?> в 1905 году в крестьянской семье в деревне Дальней Кубасовой Мехонской волости Шадринского уезда Пермской губернии, ныне село входит в Шатровский муниципальный округ Курганской области.
Получил начальное образование.
В 1930-х годах Прохор Иванович Кашутин со своими родными уезхали из села.
В июле 1941 года был призван на службу в Рабоче-крестьянскую Красную Армию Свердловским РВК г. Свердловска (или Сухоложским РВК, Свердловская области). С августа того же года — на фронтах Великой Отечественной войны.
С мая по август 1942 года воевал на Воронежском фронте. 28 августа 1942 года легко ранен. После излечения, с октября 1942 года по январь 1943 года, воевал в составе 615-го стрелкового полка 167-й стрелковой дивизии 38-й армии Воронежского фронта. 15 ноября 1942 года ранен легко, а 28 января 1943 года ранен тяжело.
23 августа 1944 года по переосвидетельствованию из нестроевых Николо-Пёстровским РВК направлен в Пензнский военно-пересыльный пункт.
С 18 апреля 1945 года был стрелком 990-го стрелкового полка, 230-й стрелковой Сталинской дивизии, 9-го стрелкового корпуса, 5-й ударной армии, 1-го Белорусского фронта. Отличился во время штурма Берлина.
30 апреля 1945 года во время уличных боёв в Берлине разведал пути подхода к цеху завода, расположенному на Альт-Якобштрассе, после чего провёл туда группу, которая ворвалась в цех и выбила оттуда противника. Во время боя в цеху лично уничтожил несколько немецких солдат и захватил пулемёт. Когда ранение получил командир группы лейтенант В. И. Шабуров, заменил его собой и успешно руководил группой до освобождения цеха.
8 мая 1945 года красноармеец П. И. Кашутин представлен к званию Героя Советского Союза. На момент представления к званию Героя — беспартийный.
Указом Президиума Верховного Совета СССР от 15 мая 1946 года за «образцовое выполнение боевых заданий командования и проявленные мужество и героизм в боях с немецкими захватчиками» красноармеец Прохор Кашутин был удостоен высокого звания Героя Советского Союза с вручением ордена Ленина и медали «Золотая Звезда» за номером 7790.
После окончания войны был демобилизован. Проживал в посёлке Никольская Пёстровка Николо-Пёстровского района Пензенской области, ныне город Никольск — административный центр Никольского района Пензенской области. Работал шеф-поваром в столовой.
Прохор Иванович Кашутин скоропостижно скончался <дата?> в 1954 году. Похоронен на Варваровском  (Старом) кладбище города Никольска Никольского района Пензенской области.

## Награды
- Герой Советского Союза, 15 мая 1946 года[7][8]
  - Орден Ленина
  - Медаль «Золотая Звезда» № 7790
- Медаль «За отвагу», 16 ноября 1942 года[9][10] (в наградных документах на звание Героя Советского Союза указана дата 18 декабря 1942 года)
- Медаль «За боевые заслуги» <уточнить, нет сведений в базах данных о награждениях>[11].

## Память
- Улица Кашутина в городе Никольске Пензенской области.
- Бюст, установлен на площади Славы города Никольска Пензенской области — 53°42′57″ с. ш. 46°05′08″ в. д.HGЯO[3].
- Стела, установлена в 2010 году в парке, возле памятника погибшим в Великую Отечественную войну (установлен в 1990 году, на памятнике есть 14 человек с фамилией Кошутин, а с фамилией Кашутин нет никого), село Дальняя Кубасова Шатровского муниципального округа Курганской области — 56°15′54″ с. ш. 64°28′29″ в. д.HGЯO[12].
- Мемориальная доска, открыта 28 апреля 2021 года, Курганская область, ныне Шатровский муниципальный округ, село Дальняя Кубасова <где?>[13]